# Catherine-Jeanne Dupré
Catherine de Seine, nom d'artista de Cathérine-Jeanne-Marie Dupré i també coneguda com a senyora Quinault-Dufresne (París, 5 de setembre de 1705 - Saint-Germain-en-Laye (Yvelines), 15 de juliol de 1767) fou una actriu francesa, esposa del també actor Abraham Quinault-Dufresne.
Malgrat que posseïa una dèbil veu, fou molt ben acollida a Fontainebleau el 1724 al presentar-se per primera vegada a escena, davant de Lluís XV, amb el paper d'Hermione, d'Andròmeda). Pocs dies després ingressà en la Comédie-Française, on va saber matissar molt bé tant els papers tràgics com els còmics, destacant especialment en el rol d'Emilia, de Cinna; en el de Tulia, de Brutus, i com a protagonista de la tragèdia de Didon, de Lefranc de Pompignan.
Hi havia tota una nissaga Quinault, a més del seu marit Abraham, Catherine-Jeanne va tenir els altres quatre germans del seu espòs que també eren actors distingits de teatre: la germana gran Françoise; Jean-Baptiste-Maurice; Marie-Anne-Catherine i Jeanne-Françoise.